# Teism
Teismul, in sensul cel mai larg, este credința că cel puțin o zeitate există.
Într-un sens mai specific, teismul poate fi o doctrină preocupată cu natura unui Dumnezeu monoteist și relația dintre Dumnezeu și univers. Teismul, în acest sens specific, îl consideră pe Dumnezeu ca fiind personal, prezent și activ în guvernarea și organizarea lumii și a universului. Astfel, teismul descrie concepția clasică despre Dumnezeu care este întâlnită în creștinism, iudaism, islam și unele forme ale hinduismului. Utilizarea cuvântului teism pentru a indica această formă clasică de monoteism a inceput în timpul revoluției științifice din secolul al XVII-lea, cu scopul de a-l diferenția de concepția deistă care apărea în acea perioadă și care susținea că Dumnezeu, deși transcendent și suprem, nu intervine în lumea naturală și poate fi cunoscut rațional si nu prin revelație.
Termenul teism derivă din grecescul theos însemnând „zeu”. Termenul teism a fost utilizat pentru prima oară de către Ralph Cudworth (1617–88).

## Tipuri

### Monoteism
Monoteismul este credința din teologie conform căreia există o singură zeitate.
Printre religiile monoteiste moderne se numără creștinismul, islamul, iudaismul și unele forme ale budismului și hinduismului.

### Politeism
În timp ce o definiție specifică a teismului ar putea exclude politeismul, acesta este inclus în definiția cea mai largă. 
Politeismul este credința că există mai mult de o zeitate.
În practică, politeismul nu este doar credința în existența mai multor zei; de obicei include credința în existența unui panteon specific de zeități distincte.

### Panteism și Panenteism
În timp ce o definiție specifică a teismului ar putea exclude panteismul, acesta este inclus în definiția cea mai largă.
- Panteismul: credința că universul fizic este echivalent unuia sau mai multor zei și că nu există separare între un Creator și substanța creației sale.[8] Printre exemple se numără multe forme ale saivismului.
- Panenteismul: ca și panteismul, credința că universul fizic este asociat unuia sau mai multor zei. Cu toate acestea, consideră că unul sau mai mulți zei sunt superiori universului material. Exemplele includ majoritatea formelor de vaishnavism.[9]

### Deism
În timp ce o definiție specifică a teismului ar putea exclude deismul, acesta este inclus ca formă a teismului de către definiția cea mai largă dată mai sus.
- Deismul este credința că cel puțin o zeitate există și a creat lumea. dar aceasta/acestea nu intervin în univers.[10]

Deismul respinge de obicei evenimentele supranaturale (cum ar fi profețiile, miracolele și revelațiile divine) predominante în religia organizată. Conform deismului, credința religioasă trebuie să se bazeze pe rațiune și observarea lumii naturale, aceste surse dezvăluind existența unei ființe supreme drept creator.

### Autoteism
În timp ce o definiție specifică a teismului ar putea exclude autoteismul, acesta este inclus în definiția cea mai largă. Autoteismul este punctul de vedere potrivit căruia, indiferent dacă divinitatea este sau nu externă, ea exista și în interiorul "sinelui", iar individul are datoria de a deveni perfect (divin) în mod egoist sau altruist, urmând învățăturile atribuite liderilor religioși (cum ar fi Iisus).
În contextul subiectivismului, autoteismul se poate referi de asemenea la credința conform căreia sinele individual este o zeitate (adesea unica zeitate). Aceasta este totuși o versiune extremă a subiectivismului.

### Teisme cu judecată a valorii
- Euteismul este credința potrivit căreia o zeitate este omnibenevolentă.
- Disteismul este credința potrivit căreia o zeitate nu este în totalitate binevoitoare, ci este posibil răuvoitoare.
- Malteismul este credința potrivit căreia o zeitate există, dar este în totalitate malevolentă.